# 黄济 (教育学家)
黄济（1921年—2015年1月8日），曾用名于鸿德，男，汉族，山东即墨人，中国教育学家，曾任北京师范大学教授、博士生导师。